# Karl Lichnowsky
Karl Alois Lichnowsky, in tedesco Karl Alois Johann-Nepomuk Vinzenz Leonhard, Fürst Lichnowsky conosciuto anche come Carl Alois, Fürst von Lichnowsky-Woschütz (Vienna, 21 giugno 1761 – Vienna, 15 aprile 1814), è stato un principe e compositore austriaco.

## Biografia
Lichnowsky nacque a Vienna, figlio del conte Johann Carl Gottlieb von Lichnowsky e della contessa Carolina von Althann. Studiò legge a Lipsia e a Gottinga.
Lichnowsky si sposò nel 1788 con la contessa Maria Christiane von Thun und Hohenstein, figlia della contessa Maria Wilhelmine von Thun-Hohenstein e del conte Franz Josef Anton von Thun-Hohenstein.
Nel 1789 fece un viaggio a Berlino insieme a Mozart.
Lichnowsky fu uno dei più importanti sostenitori aristocratici di Beethoven. Nel 1800 Lichnowsky diede a Beethoven un assegno annuo di seicento fiorini fino a quando non trovò un lavoro come musicista. Lo stipendio continuò fino al 1806, quando scoppiò una furiosa lite tra i due, che pose fine alla loro amicizia.
Sette composizioni musicali di Beethoven furono dedicate a Lichnowsky, le più celebri:
- Sonata per pianoforte in do minore (1798)
- Sonata per pianoforte in la bemolle (1801)
- Sinfonia n. 2 (1802)